# MUSS
Das abstandsaktive Schutzsystem MUSS („Multifunktionales Selbstschutz-System“, englisch Multifunction Self Protection System) ist ein Selbstschutzsystem für gepanzerte Fahrzeuge. Es wurde vormals vom Bereich EADS Defence & Security (DS) des europäischen Konzerns EADS zusammen mit Krauss-Maffei Wegmann (KMW) und Buck (einem Tochterunternehmen von Rheinmetall Defence) Mitte der 1990er entwickelt und heute von der HENSOLDT Sensors GmbH vertrieben. KMW ist dabei verantwortlich für die Systemintegration, während Buck die Entwicklung der pyrotechnischen Gegenmaßnahmen durchführte.
Das System wurde im Jahre 2003 das erste Mal erfolgreich auf dem Leopard 2 getestet. Es arbeitet nach dem Softkill-Prinzip, das heißt, es ist darauf ausgelegt, anfliegende Lenkflugkörper (LFK) durch Störung der Lenksysteme vom Kurs abzubringen oder das Ziel für die Erfassungssysteme zu verschleiern und so Treffer zu vermeiden. Das MUSS soll sowohl vor laser- als auch drahtgelenkten Flugkörpern schützen und auch für den Einsatz gegen Fire-and-Forget-Waffen geeignet sein. Ein vergleichbares System ist das russische Schtora-System.
Die Bundeswehr plante den Einsatz des Systems auf dem Schützenpanzer Puma, wofür zunächst Systeme für die fünf Prototypen beschafft wurden. Das MUSS wurde außerdem für die Integration auf dem GTK Boxer, Fennek und Leopard 2 konzipiert. Das MUSS wurde erfolgreich auf dem Schützenpanzer Puma eingeführt und ist damit das einzige bei den deutschen Landstreitkräften in Serien eingesetzte abstandsaktive Schutzsystem auf Softkill-Basis. Im Weiteren wurde eine erfolgreiche Integration und Nachweisführung in den Kampfpanzer Challenger 2 durchgeführt und damit erneut die prinzipielle Verwendung als weitere Kampfpanzer-Schutzstufe gezeigt. Zwischenzeitlich wurde das System zur Generation 2.0 weiterentwickelt und bietet eine erneute Leistungssteigerung vor allem im Bereich der Detektion von Laserbedrohungen wie z. B. Laserstrahlreitern (Laserbeamrider).

## Aufbau und Funktionsweise

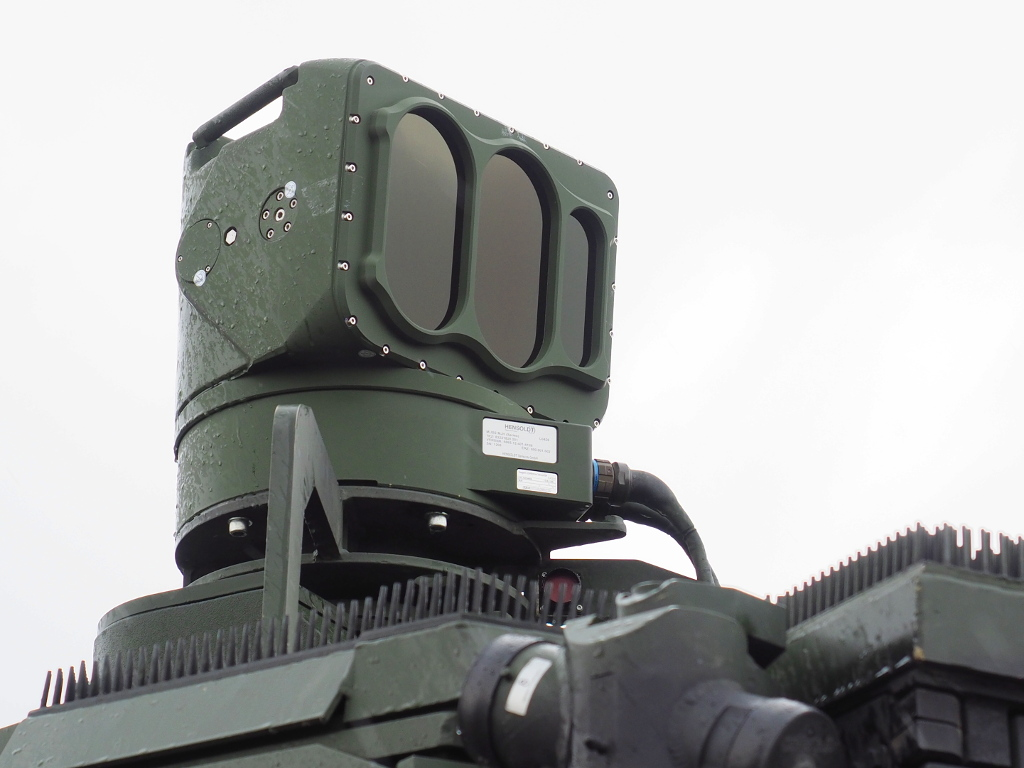
Infrarot-Störsender am SPz Puma.

MUSS besteht aus Laser- und Ultraviolett-Sensoren, einer Rechnereinheit, einem Infrarot-Störsender und einer Nebelmittelwurfanlage. Das gesamte MUSS wiegt je nach Einsatzbereich zwischen 65 und 160 Kilogramm.

### Sensoren

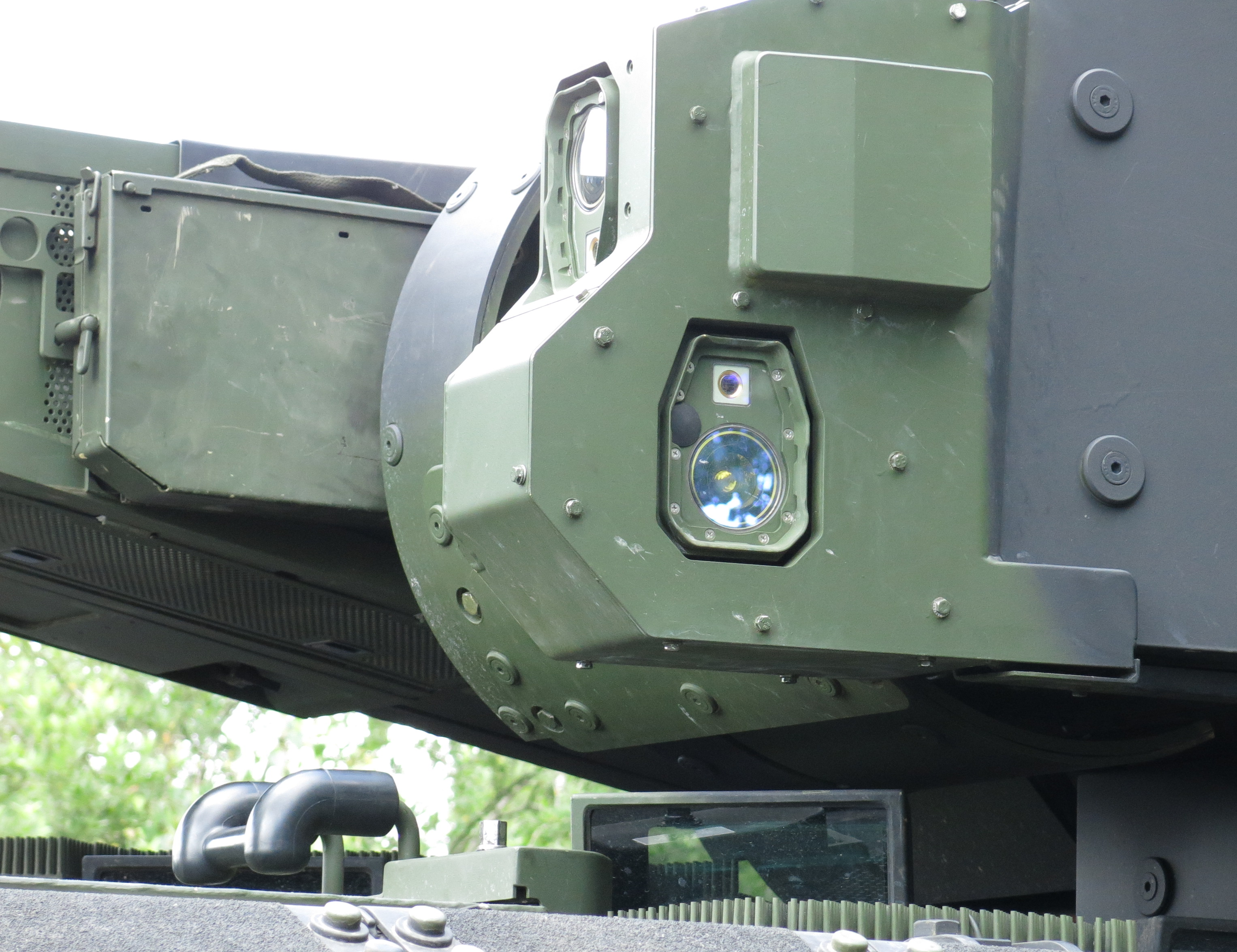
Zwei der MUSS-Sensoren am SPz Puma.

Das System besitzt vier Sensoreinheiten, die einen Erfassungsbereich von je 90° × 70° haben und eine Auflösung von ±1,5° besitzen. Durch die Sensoren wird so eine Abdeckung von 360° im Azimut erreicht und eine Elevation von 70°. Die Sensoreinheiten basierten ursprünglich auf dem MILDS UV-Raketen- und Laser-Warngerät, das ebenfalls von HENSOLDT gebaut wird. Beide Sensoren sind dabei in jedem der vier Sensor-Gehäuse eingebaut. Die UV-Sensoren arbeiten dabei im solar-blind Spektrum und erfassen daher nur künstlich erzeugte Signale, so dass störende Einflüsse durch natürliche (wie z. B. Sonnenstrahlung) und damit potenzielle Falschalarme minimiert werden.

### Funktionsweise
Nach einer Erfassung durch einen Ziellaser oder der Entdeckung eines anfliegenden Lenkflugkörpers (LFK) durch die Sensoren löst die Rechnereinheit Gegenmaßnahmen aus. Diese umfassen das Abfeuern der Nebelmittelwurfanlage in Richtung des anfliegenden LFK und das Aktivieren des Störsenders ebenfalls in Richtung des LFK. Durch den Nebel wird die Sichtverbindung zum Startgerät des LFK und ggf. Laserleitstrahl unterbrochen, so dass der optische Kontakt zwischen LFK und Startgerät nach dem Passieren der Nebelwand verloren geht. Durch den IR-Störsender wird zusätzlich die Infrarot-Signatur des Raketentriebwerks des LFK überstrahlt, so dass bei drahtgelenkten Raketen die Zieleinrichtung (beispielsweise SACLOS) des Startgeräts gestört wird.
MUSS ist dabei in der Lage, bis zu vier Ziele gleichzeitig zu bekämpfen.

## Vor- und Nachteile
Das System erlaubt durch die verschiedenen Sensortypen eine Erkennung sowohl von laser- als auch drahtgelenkten Raketen. Durch die Unabhängigkeit der Störmittel von der Längsachse des Turms muss dieser nicht erst in Richtung des anfliegenden Flugkörpers gedreht werden, so dass eine kurze Reaktionszeit möglich ist. Weiterhin lässt sich das System durch diesen Aufbau leicht auf verschiedenen Fahrzeugtypen nachrüsten.
Auf Grund der UV-sensiblen Sensorik ist anzunehmen, dass auch ungelenkte RPGs zwar detektiert werden könnten, mangels einer Abwehrmaßnahme jedoch kein Schutz besteht.